# Ayenia eliae
Ayenia eliae är en malvaväxtart som beskrevs av Cristobal. Ayenia eliae ingår i släktet Ayenia och familjen malvaväxter. Inga underarter finns listade i Catalogue of Life.